# Andorinha-de-dorso-acanelado
Andorinha-de-dorso-acanelado (Petrochelidon pyrrhonota) é uma pequena ave da família  Hirundinidae, a qual pertencem as andorinhas.

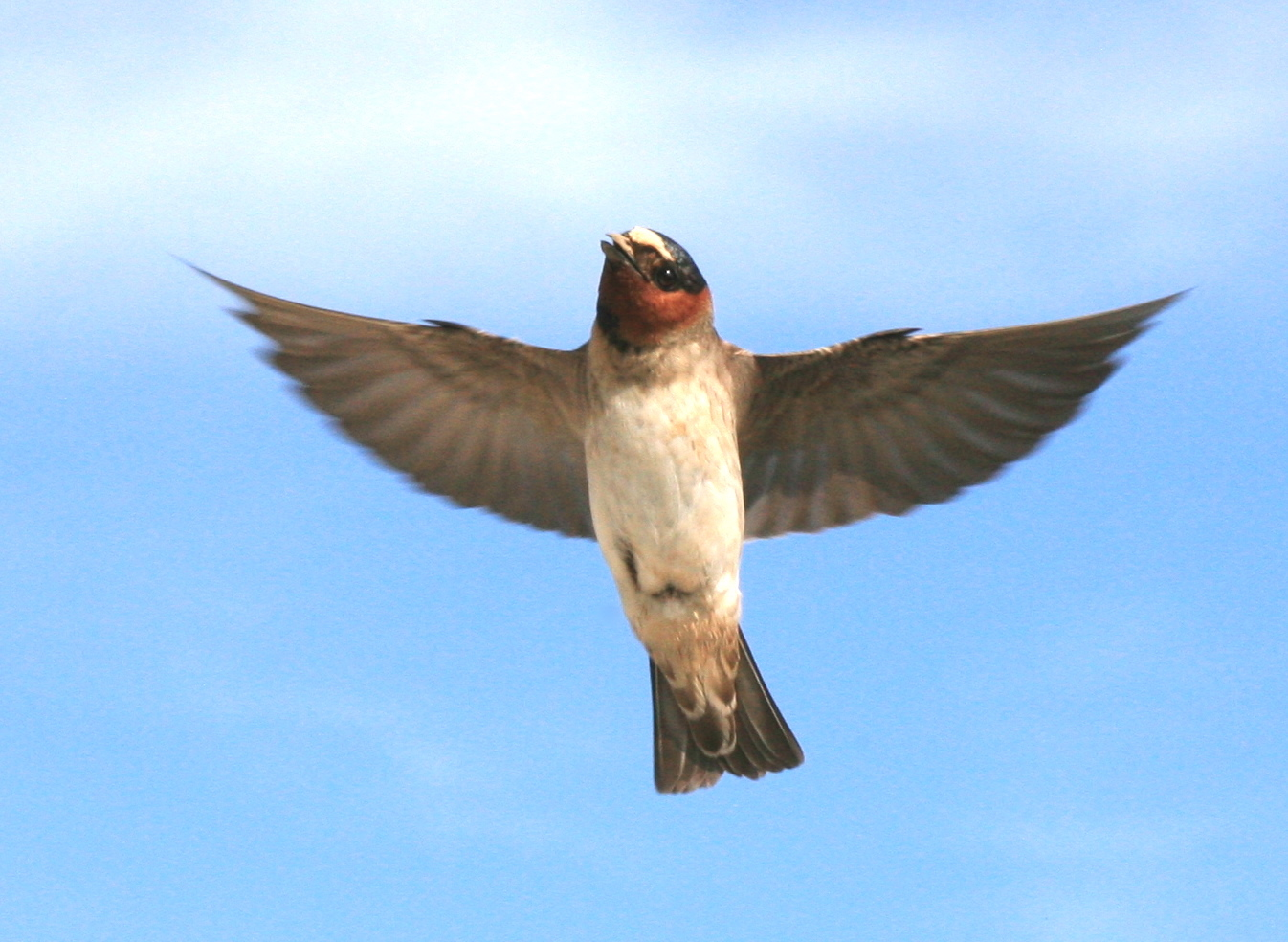
Petrochelidon pyrrhonota

É uma espécie nativa das Américas. A nidificação acontece nos Estados Unidos e México, e migração de inverno, para a região oeste da América do Sul. A espécie é encontrada desde Venezuela até o sul da Argentina.
O pássaro tem em média 13 cm de comprimento.